# Sulfisomidine
Sulfisomidine (INN), còn được gọi là sulphasomidine (BANcho đến 2003), sulfamethin và sulfaisodimidine, là một chất kháng khuẩn sulfonamide. Nó liên quan chặt chẽ với sulfadimidine.